# Jaroslav Vávra (poslanec)
Jaroslav Vávra (6. února 1925 – ???) byl český a československý politik a poúnorový bezpartijní poslanec Národního shromáždění ČSSR.

## Biografie
Ve volbách roku 1960 byl zvolen do Národního shromáždění ČSSR za Severočeský kraj jako bezpartijní kandidát. V Národním shromáždění zasedal do konce volebního období parlamentu, tedy do voleb v roce 1964.